# Asperula oblanceolata
Asperula oblanceolata är en måreväxtart som beskrevs av I.Thomps.. Asperula oblanceolata ingår i släktet färgmåror, och familjen måreväxter. Inga underarter finns listade i Catalogue of Life.